# Anja Niedringhaus
Anja Niedringhaus (Höxter, 12 d'octubre de 1965 - Tani, 4 d'abril de 2014) va ser una fotoperiodista alemanya que va treballar per a l'Associated Press (AP). Era l'única dona en un grup d'onze fotògrafs d'AP que va guanyar el Premi Pulitzer 2005 per a Breaking News Photography de la cobertura en la guerra de l'Iraq.
Niedringhaus havia treballat a l'Afganistan durant diversos anys, i el 4 d'abril de 2014, va ser assassinada mentre cobria les eleccions presidencials del 2014, quan un policia afganès va obrir foc contra el cotxe en què ella viatjava, que estava esperant en un lloc de control, part d'un comboi electoral.

## Carrera
Niedringhaus va començar a treballar a temps complet el 1990 com a reportera gràfica de l'European Pressphoto Agency (EPA) a Frankfurt (Alemanya). Com a cap de Fotografia de l'EPA, va passar els primers deu anys de la carrera cobrint les guerres a l'antiga Iugoslàvia.
El 2002, va passar a l'agència de notícies estatunidenca Associated Press, per a qui va treballar, entre d'altres països, a l'Iraq, Afganistan, la Franja de Gaza, Israel, Kuwait i Turquia. També va cobrir La cimera G-8 de Gènova (2001), els atemptats terrorista de Madrid del març de 2004 i els jocs Olímpics d'Atenes (2004).
El 23 d'octubre de 2005, en una cerimònia celebrada a Nova York, Niedringhaus va rebre el Premi al Valor de la International Womens Media Foundation (IWMF) de Periodisme, conjuntament amb Kathy Gannon. L'any 2012, Niedringhaus i Gannon, que ja havien treball de reporteres a l'Afganistan en diverses ocasions, van acompanyar l'exèrcit nacional afganès a les muntanyes de l'est del país; cap altre periodista estranger hi havia anat abans que elles.

## Mort
Anja Niedringhaus va ser assassinada, a l'edat de quaranta-vuit anys, en un atemptat a l'Afganistan, quan cobria les eleccions presidencials de 2014 del país. En el mateix cotxe viatjava Kathy Gannon, que va resultar ferida.